# モテコンウエシージョ

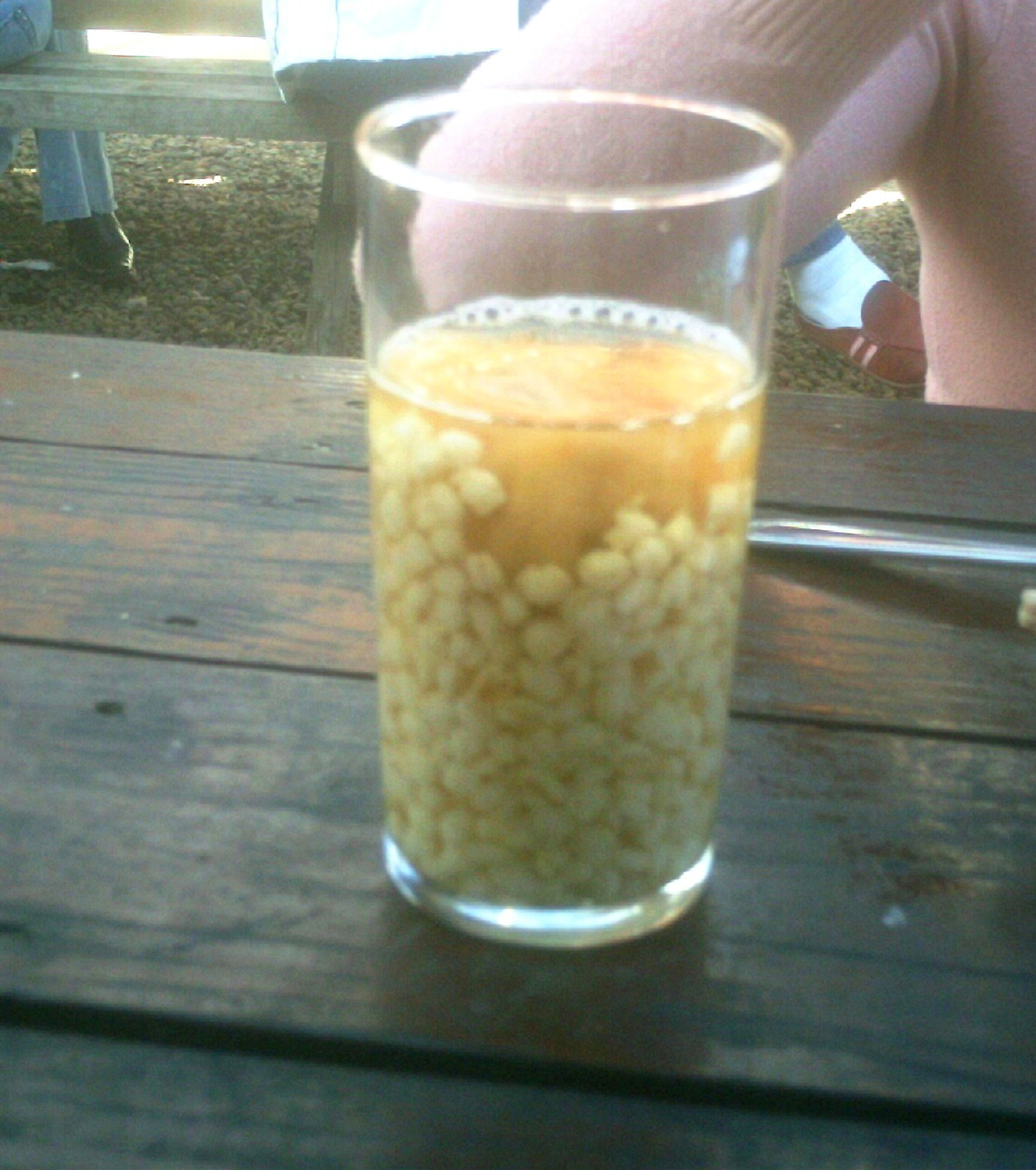
モテコンウエシージョ

モテコンウエシージョ(Mote con huesillo)は、チリで夏期間に飲まれる甘くて透明なノンアルコールドリンクである。小麦と桃から作られ、しばしば道端のスタンドやカートで売られている。乾燥した桃(huesillo)を砂糖と水、シナモンで煮込み、茹でた殻付きの小麦(mote)と混ぜて冷やして作る。砂糖の代わりに蜂蜜が用いられることもある。
乾燥した桃が使われない時は、"descarozados"と呼ばれる。稀に、桃の代わりにプルーンが使われる場合もある。また、乾燥した桃の代わりに桃のジャムを用いることもある。桃も小麦もチリ中央部の地中海性気候に適した作物であり、チリでは夏期間の非常に人気のある飲み物である。また家庭でも良く作られ、材料はスーパーマーケットや小さな雑貨店、ファーマーズマーケットでも購入することができる。瓶入り、缶入りの物も一部で市販されている。

## 製造

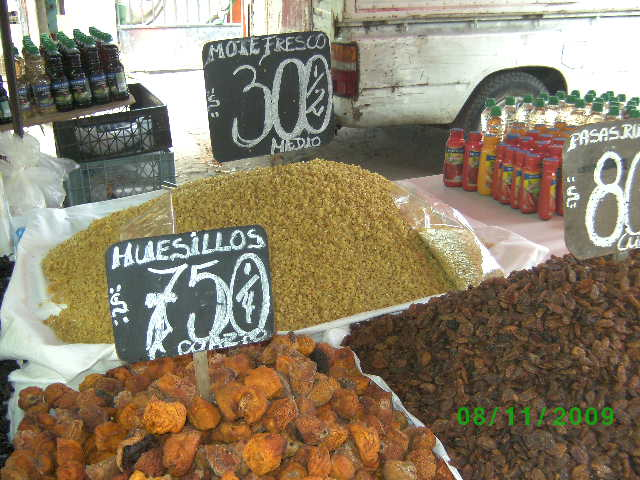
ファーマーズマーケットで販売される材料

乾燥した桃は良く洗い、一晩水に浸す。十分に水を吸ったら、シナモンスティックを加えた砂糖水で30分以上煮る。蜂蜜色を与えるため、砂糖を別の鍋でカラメル化し、シロップに加えることもある。桃を調理している間に、殻付きの小麦を柔らかくなるまで水で茹でる。小麦が茹で上がったら絞り、桃のシロップに加えて冷やす。長いデザートスプーンを添えて背の高いグラスで供する。

## トリビア

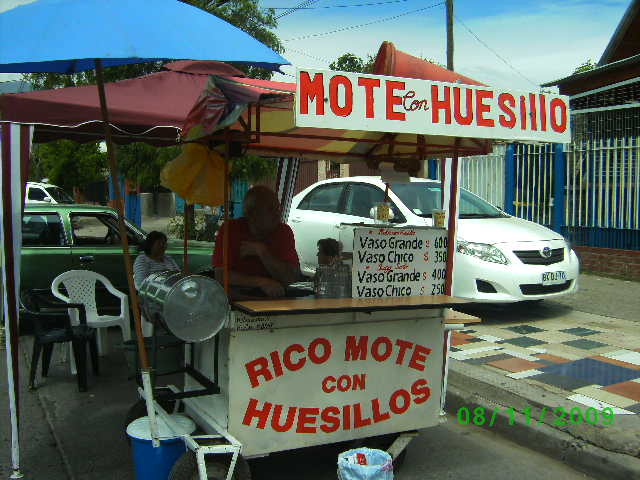
道端で販売されるモテコンウエシージョ

- “Mas chileno que el mote con huesillos,”（モテコンウエシージョよりもチリ人）という言い回しが、この飲み物の浸透を表している。
- チリの歴史上、最も大きなモテコンウエシージョは、2010年1月25日に作られた。665リットルの量で、1500人の参加者に提供された[2]。